# Hong Xiuquan
Hong Xiuquan (kinesiska: 洪秀全), född 1 januari 1814, död 1 juni 1864, var en ledare för Taipingupproret som utropade sig till den himmelske kungen över "Den stora fridens himmelska rike" år 1851.
Hong tillhörde hakkakineserna och hans förfäder hade invandrat från Jiaying-prefekturen vid gränsen till Fujian-provinsen fyra generationer tidigare. Han föddes i en by i Hua härad, som idag är ett stadsdistrikt i storstaden Guangzhou.
Som pojke studerade Hong till ämbetsexamen men misslyckades med att uppnå den mellersta examensnivån fyra gånger. 1837 blev han sjuk och tyckte sig i yrsel se gudomliga visioner som uppmanade honom att bekämpa ondskan. När han några år senare läste kristna texter översatta till kinesiska kom han fram till att vad han skådat var den kristne guden och att Jesus var hans andlige äldre bror. Han började predika sin egen form av kristendom, där hans roll som Jesus yngre bror spelade en central roll. I början av 1850-talet startade han ett uppror och utropade "Den stora fridens himmelska rike" och 1853 tog han kontrollen över Nanjing, som kom att bli huvudstaden i hans rike. Hong dog 1864, antingen genom sjukdom eller självmord, och hans rike krossades och återinförlivades med Qingdynastins Kina 1864.